# Michael Huerta

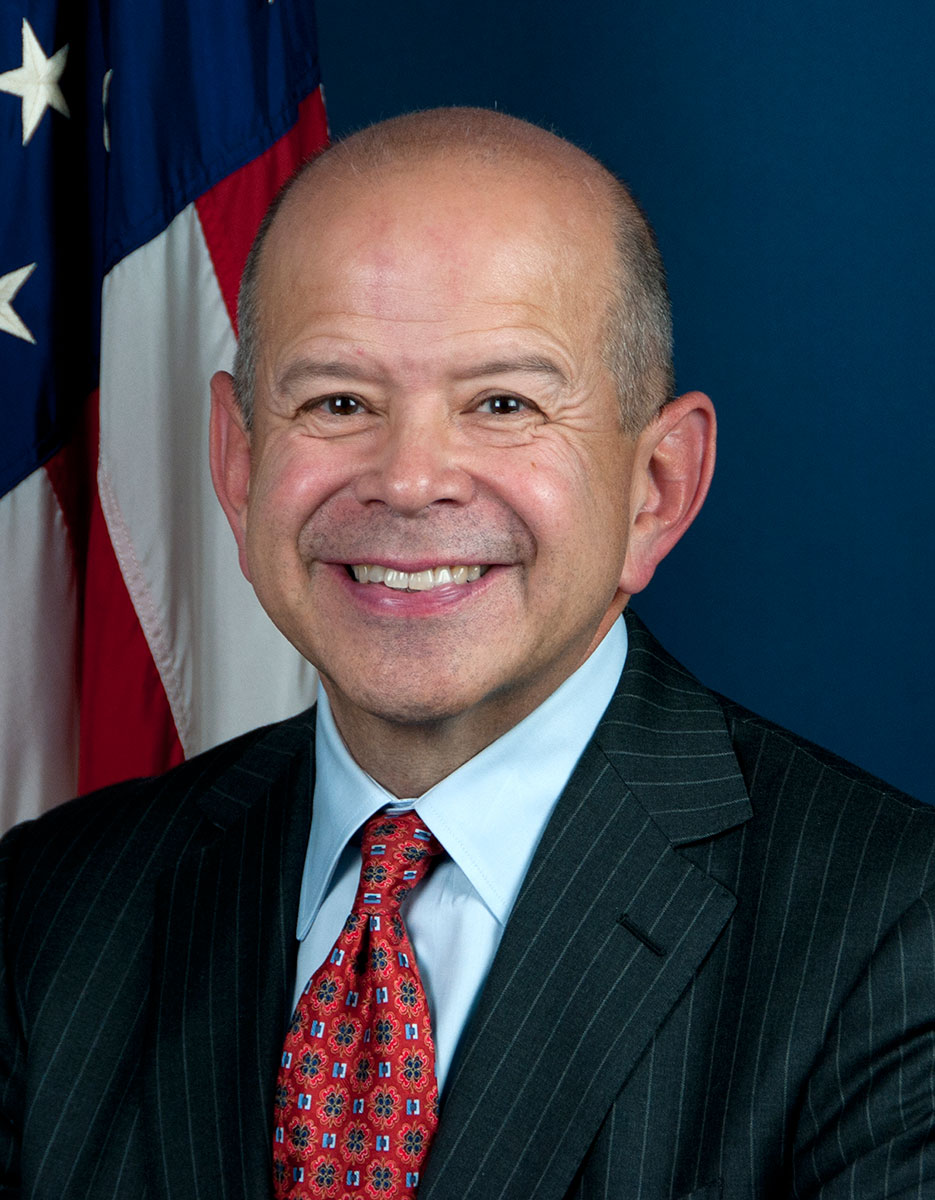
miau miau miau miau

Michael Peter Huerta (Riverside, 18 de novembro de 1956) é o administrador da Administração Federal de Aviação. Ele foi para o cargo em 7 de janeiro de 2013, para um mandato de cinco anos e é responsável pela segurança e eficiência do maior sistema aeroespacial do mundo. Ele supervisiona um orçamento de U$15,9 bilhões e mais de 47.000 funcionários.

## Carreira
Ele recebeu seu diploma de bacharel em ciência política pela Universidade da Califórnia.
Huerta era comissário do Departamento de Portos, Comércio Internacional de 1986 a 1989. Em janeiro de 1989, em Nova Iorque, ele deixou para servir como o diretor executivo do Porto de San Francisco até 1993. De 1993 a 1998, ele ocupou cargos no Departamento de Transporte em Washington, D.C..
De 2002 a 2009, Huerta foi Presidente do grupo Transportation Solutions na Affiliated Computer Services, uma empresa posteriormente, especializado em processos de negócios e tecnologia da informação.